# Эттли, Джон, 3-й граф Эттли
Джон Ричард Эттли, 3-й граф Эттли (англ. ohn Richard Attlee, 3rd Earl Attlee; род. 3 октября 1956) — британский наследственный пэр и консервативный член Палаты лордов, носивший титул учтивости — виконт Прествуд с 1967 по 1991 год. Он является внуком Клемента Эттли, премьер-министра Великобритании от партии лейбористов (1945—1951), который был первым графом Эттли.

## Ранняя жизнь
Родился 3 октября 1956 года. Единственный сын Мартина Эттли, 2-го графа Эттли (1927—1991), и Энн Барбары Хендерсон (1931—2018). Он получил образование в школе Стоу, обучался в Smiths Industries и работал в основном в области управления материалами.

## Профессиональная карьера
В 1985 году Джон Ричард Эттли занялся бизнесом в области восстановления и ремонта коммерческих автомобилей. В связи с этим он является президентом Ассоциации тяжелого транспорта и покровителем Ассоциации спасения и восстановления дорог.
Зимой 1993—1994 годов он совершил поездку с неправительственной организацией British Direct Aid в Боснию, а затем большую часть 1995 года руководил операцией British Direct Aid в Руанде.

## Военная служба
Член территориальной армии, Джон Ричард Эттли служил в Боснии в 1997—1998 годах и в Ираке в 2003 году.

## Политическая карьера
Джон Ричард Эттли унаследовал свой титул после смерти отца в 1991 году и вошел в Палату лордов в 1992 году, первоначально как беспартийный. Незадолго до парламентских выборов 1997 года вступил в Консервативную партию. Он является одним из девяноста избранных наследственных пэров, которые остаются в Палате лордов после принятия Закона о Палате лордов 1999 года.
Он служил представителем оппозиции по различным вопросам; непосредственно перед всеобщими выборами 2010 года он был представителем транспорта и оппозиционного хлыста. После победы консерваторов на этих выборах эрл Эттли был назначен лордом в ожидании или правительственным хлыстом в Палате лордов . Он оставался в этой роли до апреля 2014 года, когда покинул правительство. Его сменила Сьюзен Уильямс, баронесса Уильямс из Траффорда.

## Личная жизнь
Граф Эттли был дважды женат. В 1993 году его первой женой стала Селия Джейн Пламмер, дочь Декстера Роберта Пламмера. 27 сентября 2008 года он женился вторым браком на Терезе Ахерн в крипте часовни Святой Марии Андеркрофт, Вестминстерский дворец. Леди Эттли — младшая дочь Мортимера Ахерна из Малверна, Вустершир. Если лорд Эттли умрет без сына, его графский титул прервется.